# 利奥波德·塞达尔·桑戈尔行人桥
利奥波德·塞达尔·桑戈尔行人桥（法語：Passerelle Léopold-Sédar-Senghor），是一条位于法国巴黎的桥梁，横跨塞纳河，全长106米，宽15米，于1997年动工，1999年落成。